# Randy Fitzsimmons
Randy Fitzsimmons est le sixième membre supposé du groupe de garage punk suédois The Hives. Il est présenté comme celui qui dirige dans l'ombre, fait office de manager et signe quasiment tous les titres du groupe. Toutefois, son existence-même est controversée.

## Biographie
Les membres du groupe eux-mêmes entretiennent le mythe. À la question « Who is Randy Fitzsimmons, really? » (Qui est Randy Fitzsimmons, vraiment ?), ils ne manquent pas de répondre : « He doesn’t want us to say and he has done so many things for us and you that we feel we should honor his request. » (Il ne veut pas que nous le disions et il a fait tant de choses pour nous et pour vous que nous estimons que nous devrions honorer sa demande.)
D'après le groupe, Fitzsimmons serait à l'origine de leur formation. Il aurait contacté les cinq membres en 1993, alors qu'ils étaient adolescents et vivaient tous à Fagersta, en leur envoyant une lettre pour leur fixer une date et un lieu de rendez-vous.
N'ayant jamais été vu en public, le personnage reste mystérieux et de nombreuses spéculations ont été faites sur sa véritable identité. Le plus probable est qu'il ait été simplement inventé par le groupe, ce qui correspondrait à leur caractère fantasque. Toutefois, de folles rumeurs ont avancé les noms de Bill Drummond (du groupe KLF), de Pete Waterman ou encore d'Iggy Pop. 
Le magazine NME publia un article déclarant que Randy Fitzsimmons est un pseudonyme reconnu comme appartenant à Nicholaus Arson, le guitariste du groupe, et que c'est en fait lui qui écrit leurs chansons. Celui-ci aurait répondu qu'il avait fait enregistrer ce pseudonyme dans le but de pouvoir récupérer les chèques adressés par courrier au manager et compositeur puis de lui remettre en main propre tout en lui garantissant l'anonymat. Utilisant une échappatoire juridique en mesure de vie privée, la véracité de ces dires n'a pas encore été prouvée, ni réfutée.
Quoi qu'il en soit, Arson et le reste du groupe ont toujours démenti les rumeurs, insistant sur l'existence de Fitzsimmons en tant que compositeur. Sur le DVD Tussles in Brussels, on peut voir une performance de The Hives lors de l'émission Top of the Pops durant laquelle le chanteur Pelle Almqvist affirme que son frère Nicholas Arson n'est pas Randy Fitzsimmons.
Le groupe fait souvent allusion au personnage. Par exemple, la face avant de la pochette de l'album Tyrannosaurus Hives représente les cinq membres du groupe, vus jusqu'aux cuisses, tandis que sur la face arrière de la même pochette, on voit le bas de leurs jambes ; or, il y a six paires de jambes, la sixième étant supposée appartenir à Fitzsimmons.
De même, au début du clip vidéo de Main Offender, on peut voir la main du mystérieux manager signant une sorte de contrat.